# Paul Mellars
Paul Anthony Mellars (* 29. Oktober 1939 in South Yorkshire; † 7. Mai 2022) war ein britischer Archäologe und Paläoanthropologe. Als Professor für Archäologie am Corpus Christi College in Cambridge erforschte er insbesondere die Evolution der Neandertaler und ihr Leben in Europa – speziell in Frankreich – sowie die Gründe für ihr Aussterben und für die erfolgreiche Ausbreitung des anatomisch modernen Menschen (Homo sapiens).

## Leben
Paul Mellars wuchs in dem Dorf Swallownest in der Nähe von Sheffield, South Yorkshire, auf, wo seine Eltern – der Vater war Bergmann in einer Kohlegrube – einen Schrebergarten besaßen. In einem Interview berichtete Mellars im Jahr 2006, sein Vater habe eines Tages in einem Kartoffelbeet eine Kupfermünze aus dem 17. Jahrhundert gefunden. Dies sei „so ziemlich das Aufregendste“ gewesen, was er jemals während seiner Kindheit sah und habe ihn dazu veranlasst, zahlreiche Schriften des englischen Prähistorikers Grahame Clark zu lesen. Er besuchte zunächst die örtliche Grundschule, durfte aber nach der eleven-plus-examination (im Alter von 11 oder 12 Jahren) aufgrund seiner sehr guten Leistungen auf die als exzellent geltende, schulgeld-freie und ebenfalls in Swallownest ansässige Woodhouse Grammar School wechseln. Bereits seine Mutter hatte diese Schule, für ihre Generation ungewöhnlich, wie er berichtete, besucht.
Bereits als Schüler sammelte Mellars mesolithische Steinwerkzeuge, und im Alter von 17 Jahren gründete er an seiner Schule die Woodhouse Archaeology Society, ein Zusammenschluss von Schülern, die archäologische Themen als ihr Hobby betrieben. Gleichwohl folgte er nach Abschluss der Schule im Jahr 1958 dem Rat von Verwandten, Archäologie weiterhin bloß als eine Freizeitbeschäftigung anzusehen, und begann daher im Oktober 1958 ein Studium der Ingenieurwissenschaften am University College London. Schon nach wenigen Wochen empfand er dieses Studium aber als derart langweilig, dass er keine Vorlesungen mehr besuchte und stattdessen seine Zeit in Antiquariaten verbrachte, wo er nach preiswerten Archäologie-Büchern suchte. Schließlich gab er sein Studium auf, kehrte von London nach Sheffield zurück und übernahm für sechs Monate eine Stelle als Hilfslehrer für Grundschulkinder. Zugleich arbeitete er 1958/59 als archäologischer Assistent am Sheffield Museum und war in dieser Zeit an Ausgrabungen im Ash Tree Cave beteiligt. Der stellvertretende Direktor des Museums ermunterte Mellars, sich an der University of Cambridge um einen Studienplatz für Archäologie zu bewerben, was er am Fitzwilliam College mit Erfolg tat.
In Cambridge studierte er Archäologie von 1959 bis zum Master-Examen im Jahr 1962. Er machte sich vertraut mit den Ergebnissen von Ausgrabungen französischer und englischer Forscher in Frankreich, was letztlich dazu führte, dass er 1970 eine Doktorarbeit zum Thema The Mousterian succession in south-west France verfasste und deren Inhalt im gleichen Jahr auch in einer Fachzeitschrift publizierte.
Von 1965 bis 1968 erhielt er ein Forschungsstipendium an der University of Sheffield, ab 1968 ein Forschungsstipendium an der University of Newcastle, und 1970 kehrte er als Lecturer für Prähistorie und Archäologie an die University of Sheffield zurück. 1981 wechselte er als Lecturer an die University of Cambridge, wo er 1991 zum Reader und 1997 zum Professor berufen wurde.
Paul Mellars war seit 1969 mit seiner Frau Anny verheiratet, die er 1964 während einer Grabungskampagne in der Dordogne kennengelernt hatte.

## Forschung
Bereits während seines Studiums in Cambridge bemühte sich Paul Mellars, Steinwerkzeuge aus der Epoche des Moustérien nicht nur anhand ihrer Form zu katalogisieren, sondern ihre Beschreibung auf Messungen ihrer Länge, Breite, Dicke und weiterer Merkmale zu stützen. Aus diesem Ansatz heraus entstand auch die Datensammlung für seine Doktorarbeit, die auf metrischen und statistischen Analysen von mittelpaläolithischen Artefakten basierte.
Die von ihm Anfang der 1960er-Jahre erarbeiteten Grundlagen für die Vermessung von Steinwerkzeugen der Neandertaler und seine 1965 in Nature veröffentlichte Studie Sequence and Development of Mousterian Traditions in South-western France wirkten unmittelbar auf eine harte wissenschaftliche Auseinandersetzung zwischen François Bordes und Lewis Binford ein. Bordes argumentierte damals, dass jene Steinwerkzeuge, die an Fundstätten wie dem Abri von Combe Grenal (Département Dordogne) ausgegraben wurden, Variationsmuster aufwiesen, die als Beleg für gleichzeitige lokale, kulturelle Traditionen, ja sogar für lokale Stämme, zu interpretieren seien. Binford hingegen lehnte Bordes' ‚kulturelles Modell‘ ab und stellte diesem ein ‚funktionales Modell‘ entgegen, demzufolge die Unterschiede bei den archäologischen Funden auf wechselnde Umweltbedingungen zurückzuführen seien und saisonal unterschiedliche Verhaltensweisen widerspiegeln. Mellars Analysen stützten Binfords Modell, das sich später in der Fachwelt auch durchsetzte, denn er konnte nachweisen, dass es eine klare zeitliche Abfolge der Variationsmuster gab.
Ab den 1970er-Jahren befasste sich Mellars vor allem mit der damals weitgehend ungeklärten Frage, welche archäologischen Schichten in Europa dem Neandertaler zuzuordnen sind und welche dem anatomisch modernen Menschen (Homo sapiens). Er trug dazu bei, dass heute das Verschwinden der Neandertaler und das Nachdrängen der sogenannten Cro-Magnon-Menschen anhand ihrer archäologischen Hinterlassenschaften zeitlich und örtlich rekonstruiert werden kann. In einem Nachruf von Robert Foley hieß es: „Er machte sich das genetische und fossile ‚Out of Africa‘-Modell zu eigen und erarbeitete einen Großteil der damit verbundenen archäologischen Belege.“

## Ehrungen
- 1990: Mitglied der British Academy[10]
- 1998–2000: Präsident der Prehistoric Society[5]
- 1999: Mitglied der Academia Europaea[11]
- 2004: Offizier des französischen Ordre des Palmes Académiques[5]
- 2008: Grahame Clarke medal der British Academy[12]
- 2010: Knight Bachelor (Erhebung in den Adelsstand)[13]

## Buchveröffentlichungen (Auswahl)
- The Early Postglacial Settlement of Northern Europe. Duckworth / University of Pittsburgh Press, 1978 und 1979, ISBN 978-0-8229-1137-1.
- Excavations on Oronsay. Prehistoric Human Ecology on a Small Island. Edinburgh University Press, 1987, ISBN 978-0-85224-544-6.
- mit Chris Stringer: The Human Revolution. Behavioural and Biological Perspectives on the Origins of Modern Humans. Edinburgh University Press, 1989. ISBN 978-0-691-08539-5.
- The Emergence of Modern Humans. An Archaeological Perspective. Edinburgh University Press, 1991, doi:10.1515/9781474470957.
- mit Harold L. Dibble: The Middle Paleolithic: Adaptation, Behavior and Variability. University of Pennsylvania Museum, 1992, ISBN 978-1-931707-54-1.
- mit Martin Jim Aitken und Chris Stringer: The Origins of Modern Humans and the Impact of Chronometric Dating. Princeton University Press, 1993. doi:10.1515/9781400851553.
- mit Petra Dark: Star Carr in context. New archaeological and palaeoecological investigations at the Early Mesolithic site of Star Carr, North Yorkshire. McDonald Institute for Archaeological Research, 1998, ISBN 978-0-9519420-4-8.
- The Neanderthal Legacy. An Archaeological Perspektive from Western Europe. Princeton University Press, 1996. Neuauflage 2015. ISBN 978-0-691-16798-5.

## Belege
1. ↑  Cambridge University mourns passing of 'giant figure' archaeologist Professor Sir Paul Mellars. Nachruf auf cambridge-news.co.uk vom 10. Mai 2022.
2. 1 2 3  Pamela Jane Smith: Paul Anthony Mellars, from Swallownest to Cambridge: the Early Years. Kapitel 2 in: Katherine V. Boyle, Clive Gamble und Ofer Bar-Yosef (Hrsg.): Upper Palaeolithic Revolution in global perspective. Papers in Honour of Sir Paul Mellars. McDonald Institute for Archaeological Research, Cambridge (UK) 2010, S. 9–33, ISBN 978-1-902937-53-3.
3. ↑  Paul Mellars: Sequence and Development of Mousterian Traditions in South-western France. In: Nature. Band 205, 1965, S. 626–627, doi:10.1038/205626a0.
4. ↑  Paul Mellars: The Chronology of Mousterian Industries in the Périgord Region of South-West France. In: Proceedings of the Prehistoric Society. Band 35, 1970, S. 134–171, doi:10.1017/S0079497X00013438.
5. 1 2 3  Prof Sir Paul Mellars FBA (1939–2022). Nachruf auf dem Server des Department of Archaeology der Universität Cambridge.
6. ↑  Nachruf in The Elsworth Chronicle, Nr. 27, April 2010.
7. 1 2  Robert Foley: Paul Mellars (1939–2022). In: Nature Ecology & Evolution. Online-Veröffentlichung vom 6. Juni 2022, doi:10.1038/s41559-022-01804-0.
8. ↑  Paul Mellars, Brad Gravina und Christopher Bronk Ramsey: Confirmation of Neanderthal/modern human interstratification at the Chatelperronian type-site. In: PNAS. Band 104, Nr. 9, 2007, S. 3657–3662, doi:10.1073/pnas.0608053104.
9. ↑  Paul Mellars: Neanderthals and the modern human colonization of Europe. Review-Artikel in: Nature. Band 432, 2004, S. 461–465, doi:10.1038/nature03103, Volltext (PDF)
10. ↑  Fellows of the British Academy. Zuletzt abgerufen am 3. August 2022.
11. ↑  Eintrag auf der Internetseite der Academia Europaea
12. ↑  Grahame Clark Medal, History of the prize. Zuletzt abgerufen am 3. August 2022.
13. ↑  New Year Honours—United Kingdom. Auf: thegazette.co.uk vom 30. Dezember 2009, S. 1.

| Personendaten    | Personendaten                                                |
| ---------------- | ------------------------------------------------------------ |
| NAME             | Mellars, Paul                                                |
| ALTERNATIVNAMEN  | Mellars, Paul A.; Mellars, Paul Anthony (vollständiger Name) |
| KURZBESCHREIBUNG | britischer Archäologe und Paläoanthropologe                  |
| GEBURTSDATUM     | 29. Oktober 1939                                             |
| GEBURTSORT       | South Yorkshire                                              |
| STERBEDATUM      | 7. Mai 2022                                                  |